# آندریس برزینچ (نخست‌وزیر)
آندریس برزینچ (انگلیسی: Andris Bērziņš؛ زادهٔ ۴ اوت ۱۹۵۱) یک سیاست‌مدار اهل لتونی است. وی از مه ۲۰۰۰ تا نوامبر ۲۰۰۲ نخست‌وزیر این کشور بود.